# 35e prix Lambda Literary
Le 35e prix Lambda Literary a lieu le 9 juin 2023 pour honorer les ouvrages publiés en 2022.

## Organisation
L'événement est organisé à la fois en personne, à l'Edison Ballroom de New York, et en ligne.
Le panel de juges est constitué de 65 personnes travaillant dans le monde de l'édition, qui jugent environ 1 350 livres.

## Lauréats et finalistes
| Catégorie                      | Lauréat                                                                                     | Finalistes, |
| ------------------------------ | ------------------------------------------------------------------------------------------- | --- |
| Fiction bisexuelle             | Reluctant Immortals de Gwendolyn Kiste                                                      | - Meet Us by the Roaring Sea de Akil Kumarasamy - Mother Ocean Father Nation de Nishant Batsha - Roses, In the Mouth of a Lion: A Novel de Bushra Rehman - Stories No One Hopes Are about Them de A.J. Bermudez |
| Non-fiction bisexuelle         | Appropriate Behavior de Maria San Filippo                                                   | - Carrying It Forward: Essays from Kistahpinanihk de John Brady McDonald - Never Simple: A Memoir de Liz Scheier - Open: An Uncensored Memoir of Love, Liberation, and Non-Monogamy de Rachel Krantz - The Crane Wife de CJ Hauser |
| Poésie bisexuelle              | Real Phonies and Genuine Fakes de Nicky Beer                                                | - 50 Things Kate Bush Taught Me About the Multiverse de Karyna McGlynn - Dereliction de Gabrielle Octavia Rucker - indecent hours de James Fujinami Moore - Meat Lovers de Rebecca Hawkes |
| Fiction gay                    | The Foghorn Echoes de Danny Ramadan                                                         | - Call Me Cassandra de Marcial Gala, traduit de l'espagnol par Anna Kushner - God’s Children Are Little Broken Things de Arinze Ifeakandu - Hugs and Cuddles de João Gilberto Noll, traduit du portugais par Edgar Garbelotto - My Government Means to Kill Me: A Novel de Rasheed Newson                                                                       |
| (Auto-)biographie gay          | High-Risk Homosexual de Edgar Gomez                                                         | - All Down Darkness Wide: A Memoir de Seán Hewitt - An Angel in Sodom de Jim Elledge - Boy with the Bullhorn: A Memoir and History of ACT UP New York de Ron Goldberg - I’m Not Broken de Jesse Leon |
| Poésie gay                     | Some Integrity de Padraig Regan                                                             | - Alive at the End of the World de Saeed Jones - Brother Sleep de Aldo Amparán - Pleasure de Angelo Nikolopoulos - Super Model Minority de Chris Tse |
| Romance gay                    | I’m So Not Over You de Kosoko Jackson                                                       | - Forever After de Marie Sinclair - Forever, Con Amor de A.M. Johnson - Just One Night de Felice Stevens - Two Tribes de Fearne Hill |
| Fiction lesbienne              | Gods of Want de K-Ming Chang                                                                | - Big Girl: A Novel de Mecca Jamilah Sullivan - Jawbone de Mónica Ojeda, traduit de l'espagnol par Sarah Booker - Nightcrawling de Leila Mottley - Our Wives Under the Sea: A Novel de Julia Armfield |
| (Auto-)biographie lesbienne    | Lost & Found: Reflections on Grief, Gratitude, and Happiness de Kathryn Schulz              | - Another Appalachia: Coming Up Queer and Indian in a Mountain Place de Neema Avashia - Brown Neon de Raquel Gutiérrez - Ma and Me de Putsata Reang - Pretty Baby: A Memoir de Chris Belcher |
| Poésie lesbienne               | As She Appears de Shelley Wong                                                              | - Beast at Every Threshold de Natalie Wee - Concentrate de Courtney Faye Taylor - Prelude de Brynne Rebele-Henry - Yearn de Rage Hezekiah |
| Romance lesbienne              | The Rules of Forever de Nan Campbell                                                        | - Hard Pressed de Aurora Rey - If I Don’t Ask de E. J. Noyes - Queerly Beloved de Susie Dumond - Southbound and Down de K.B. Draper |
| Fiction transgenre             | The Call-Out de Cat Fitzpatrick                                                             | - All the Hometowns You Can’t Stay Away From de Izzy Wasserstein - Didn’t Nobody Give a Shit What Happened to Carlotta de James Hannaham - Manywhere de Morgan Thomas - Wrath Goddess Sing de Maya Deane |
| Nonfiction transgenre          | The Third Person de Emma Grove                                                              | - Before We Were Trans: A New History of Gender par Kit Heyam - Faltas: Letters to Everyone in My Hometown Who Isn’t My Rapist de Cecilia Gentili - Feral City: On Finding Liberation in Lockdown New York de Jeremiah Moss - The Terrible We: Thinking with Trans Maladjustment de Cameron Awkward-Rich                                                        |
| Poésie transgenre              | MissSettl de Kamden Ishmael Hilliard                                                        | - A Dead Name That Learned How to Live de Golden - A Queen in Bucks County de Kay Gabriel - All the Flowers Kneeling de Paul Tran - Emanations de Prathna Lor |
| Anthologie LGBTQ               | OutWrite: The Speeches That Shaped LGBTQ Literary Culture de Julie R. Enszer et Elena Gross | - Queer Nature: A Poetry Anthology dir. Michael Walsh - This Arab is Queer: An Anthology de LGBTQ+ Arab Writers de Elias Jahshan - Trans Bodies, Trans Selves: A Resource de and for Transgender Communities Second Edition de Laura Erickson-Schroth - Xenocultivars: Stories of Queer Growth de Isabela Oliveira et Jed Sabin                                 |
| Littérature pour enfants LGBTQ | Mighty Red Riding Hood de Wallace West                                                      | - A Song for the Unsung: Bayard Rustin de Carole Boston Weatherford et Rob Sanders, illustré par Byron McCray - Kapaemahu de Hinaleimoana Wong-Kalu, Dean Hamer et Joe Wilson, illustré par Daniel Sousa - Mama and Mommy and Me in the Middle de Nina LaCour - The Sublime Ms. Stacks de Robb Pearlman, illustré par Dani Jones                                |
| Littérature jeunesse LGBTQ     | Nikhil Out Loud de Maulik Pancholy                                                          | - Answers In the Pages de David Levithan - Different Kinds of Fruit de Kyle Lukoff - Hazel Hill Is Gonna Win This One de Maggie Horne - The Civil War of Amos Abernathy de Michael Leali |
| Littérature young adult LGBTQ  | The Lesbiana’s Guide to Catholic School de Sonora Reyes                                     | - Burn Down, Rise Up de Vincent Tirado - Funny Gyal: My Fight Against Homophobia in Jamaica de Angeline Jackson avec Susan McClelland, préface de Diana King - Lakelore de Anna-Marie McLemore - The Summer of Bitter and Sweet de Jen Ferguson |
| Roman graphique LGBTQ          | Mamo de Sas Milledge                                                                        | - A Pros and Cons List for Strong Feelings: A Graphic Memoir de Will Betke-Brunswick - Gay Giant de Gabriel Ebensperger, traduit par Kelley D. Salas - Other Ever Afters de Melanie Gillman - The Greatest Thing de Sarah Winifred Searle |
| Théâtre LGBTQ                  | Iphigenia and the Furies (On Taurian Land) & Antigone: 方 de Ho Ka Kei (Jeff Ho)            | - Duecentomila de kai fig taddei - Rock ‘n’ Roll Heretic by Sikivu Hutchinson - The Show on the Roof livre de Tom Ford, musique et paroles de Alex Syiek - Wolf Play de Hansol Jung |
| Romance et érotisme LGBTQ      | Kiss Her Once For Me: A Novel de Alison Cochrun                                             | - A Lady’s Finder de Edie Cay - Loose Lips: A Gay Sea Odyssey de Joseph Brennan - Mistakes Were Made de Meryl Wilsner - The Romance Recipe de Ruby Barrett |
| Roman à mystère                | Dirt Creek: A Novel de Hayley Scrivenor                                                     | - A Death in Berlin de David C Dawson - And There He Kept Her de Joshua Moehling - Dead Letters from Paradise de Ann McMan - Lavender House de Lev AC Rosen |
| Nonfiction                     | The Black Period: On Personhood, Race, and Origin de Hafizah Augustus Geter                 | - And the Category Is…: Inside New York’s Vogue, House, and Ballroom Community de Ricky Tucker - How Far the Light Reaches: A Life in Ten Sea Creatures de Sabrina Imbler - The Women’s House of Detention: A Queer History of a Forgotten Prison de Hugh Ryan - Virology: Essays for the Living, the Dead, and the Small Things in Between de Joseph Osmundson |
| Fiction spéculative            | The Wicked and the Willing de Lianyu Tan                                                    | - Book Eaters de Sunyi Dean - Entre les méandres (Into the Riverlands) de Nghi Vo - The Circus Infinite de Khan Wong - The Paradox Hotel de Rob Hart |
| Études LGBTQ                   | Keeping It Unreal: Black Queer Fantasy and Superhero Comics de Darieck Scott                | - Lesbian Death: Desire and Danger between Feminist and Queer de Mairead Sullivan - Sissy Insurgencies: A Racial Anatomy of Unfit Manliness de Marlon B. Ross - Surface Relations: Queer Forms of Asian American Inscrutability de Vivian L. Huang - There’s a Disco Ball Between Us: A Theory of Black Gay Life de Jafari S. Allen                             |